# Balduí I de Flandes
Balduí I de Flandes, dit també Balduí I Braç de Ferro, o Balduí I el Bó (Laon ? - † abadia de Saint-Bertin, 879), fou marquès o comte de Flandes del 863 al 879. Segons la tradició, Balduí era el fill del "forestier" Odacre (Odoacre, Odoscer, Audacer) al seu torn el fill d'Ingelram (Enguerrand). Va succeir al seu pare com a "forestier" a la seva mort el 837, i es va distingir com un guerrer formidable, el que li va valer el seu sobrenom.

## Biografia
La seva acció no és ben coneguda. Va prendre part en la batalla de Fontenoy-en-Puisaye el 841, en el camp de l'emperador Lotari que fou derrotat pel seu germà Lluís el Germànic i pel germanastre Carles el Calb. Comte del Flandrensis Pagus, va lluitar activament contra els normands, que van devastar la regió de la que estava encarregat des de 810. Es diu que era de bona alçada, de pell morena, cos i extremitats forts i nerviosos, àgil a cavall. La tradició fa d'ell, de jove, el guanyador d'una baralla contra un os de la que va sortir victoriós; aquesta gesta el va fer destacar davant el rei Carles el Calb.

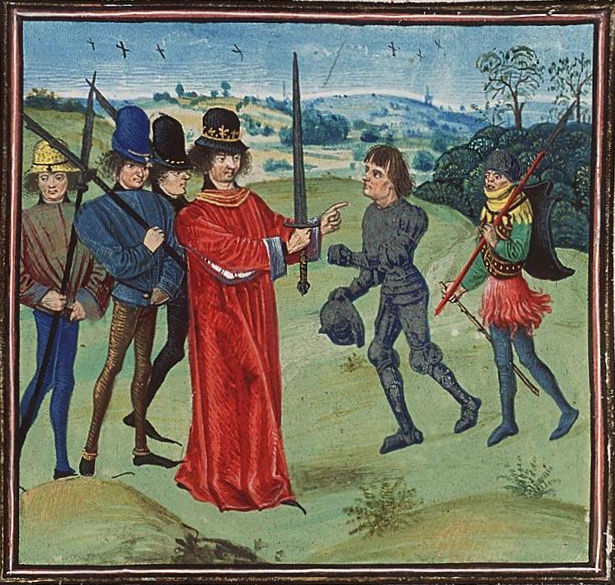
L'investitura de Balduí Braç de Ferro, primer comte de Flandes, per Carles el Calb

Durant una estada a la cort real a Senlis el 862, Balduí es va emportar a la princesa Judit (vers 843 - † 870), filla del rei Carles el Calb i d'Ermentruda d'Orleans. Judit encara no tenia vint anys, però ja era la vídua de dos reis anglosaxons, Ethelwulf († 858) i el fill d'aquest Ethelbald de Wessex († 860), reis de Wessex. Per cometre el segrest, Balduí es va assegurar l'ajuda del germà de Judit, el príncep Lluís, futur Lluís el Tartamut. Amor o càlcul polític?. El fet és que Judit sembla haver-lo seguit voluntàriament, convenientment disfressada. Balduí s'hi va casar en secret a Harelbeke, i llavors la parella, per por a les conseqüències de les seves accions, es va refugiar amb Lluís II el Jove, mentre que Lluís el Tartamut es va posar en seguretat a Bretanya (?). D'antuvi el rei es va oposar al matrimoni, i per això envià cartes al cap viking Rorik de Dorestad i al bisbe Hunger, demanant que no li donessin aixopluc, i fins i tot convencé els seus bisbes per tal que els excomuniquessin. L'excomunió fou pronuncia per una assemblea de bisbes celebrada a Soissons. Balduí i Judit van anar llavors a Roma a defensar la seva causa davant el Papa Nicolau I. El pontífex va intercedir llargament amb el rei de Frància Occidental, al que finalment va convèncer. El matrimoni fou solemnement ratificat a Auxerre, d'acord amb les fonts el 862 o 863, però, en absència del rei.
Aquest episodi és l'origen d'una llegenda d'Artois, amb el suport de les cròniques de l'abadia de Mont Saint-Eloi, que atribueix a Balduí la presència de dos megàlits anomenats "Les Pedres Bessones" o "Pedres d'Acq" al llogaret d'Ecoivres, prop d'Arras.
Carles el Calb va atribuir a Balduí a més a més dels boscos, la marca de Flandes (és a dir el territori entre l'Escalda occidental i l'Yser del sud que defensava el nord del territori franc) a benefici dotal 866. El 870 va adquirir el territori corresponent a l'abadia de Sankt Peter de Gant; va defensar els seus territoris de les incursions dels vikings. Balduí I va fortificar Gant, Arras, i Bruges, la capital, on va fundar, segons la llegenda, l'església de Sant Donat, al lloc d'una antiga capella dedicada a la Verge. El cos de Donat, vuitè bisbe de Reims i fou traslladat. L'any 870, el marquès també va construir un convent benedictí a Furnes, que rebé les relíquies de Santa Walburga (Walpurgis).
Balduí Braç de Ferro fou en realitat l'últim comte funcionari
de la província de Bèlgica Segona (Belgica Secunda). El 877 (a la mort de Carles el Calb), va donar suport Lluís II de França; el càrrec va esdevenir hereditari en la casa de Balduí i el comtat de Flandes va entrar a l'època feudal, sent un dels principals senyors de la Francia Occidentalis.
Balduí I va morir el 879 a Sithiu (després Saint-Omer), després que havia agafat l'hàbit monàstic a l'abadia de Saint-Bertin. Està enterrat a l'abadia, mentre que el cor i els intestins foren portats a l'església de Sant Pere a Gant.

## Descendència
Del seu matrimoni amb la carolíngia Judit va tenir tres fills:
- Carles, mort als 12 anys;
- Balduí II dit el Calb, segon comte de Flandes (? - †918);
- Raül (? - † 17 de juny de 896), comte de Cambrai, mort per Heribert I de Vermandois.[11]
- Guinidilda d'Empúries